# 私刑
私刑（しけい、英: Lynching）とは、国家ないし公権力の法に基づく刑罰権を発動することなく、個人または特定集団により執行される私的な制裁。社会的な非行を行った者に対し、法的手続なしに加えられる集団的な暴力的制裁。日本では同音異義語の「死刑」と区別するため、英語に由来するリンチもよく使われる。

## 概要
近代以前には、私刑が広く行われた。近代国家が刑罰権を独占すると、国家的制裁制度としての刑罰制度が確立し、国家のみが、厳格な要件を満たし、法的な手続に従って、公的な制裁としての刑罰を加えることが許されるようになった。近代刑罰制度のもとでは、私刑（私的制裁）は、違法であり、犯罪とみなされる。
集団による超法規的殺人であるリンチは、違反容疑者や違反者を罰したり、人々を脅迫するために、群衆・暴徒による非公式の公開処刑として行われることが多い。リンチや集団暴行事件はどの社会でも発生している。
私刑は、熱狂・ヒステリー状態下にあるものを含め、観衆・集団のある程度の支持のもとなされる場合がある。民族紛争の際に民兵集団により行われる非戦闘員への残虐行為も私刑といえる。紛争地域や無政府状態の地域では、私刑は21世紀になっても決して珍しいものではなく、殺人の現行犯や単なる泥棒、或いは民族紛争時の戦争犯罪人などと認定された者が民衆に袋叩きにされ、最終的には恐らく被疑者の殺害に至っている映像や写真が数多く出回っており、英語圏ではこうした私刑をMob Justice（暴徒による正義）と呼称している。

## 国・地域別の歴史と実例

### 中国
中国では公的権威が古く確立していたが、古くから私刑が行われていた。同族集落における盗犯や姦淫などについて私的制裁が行われ、清代末の秘密結社青幇や紅幇の規約違反者に対しても私的制裁が科された。

### フィリピン
フィリピンの自警団ダバオ・デス・スクワッドは法律違反者と麻薬密売人の殺人（私刑）を行っているとされる。

### ヨーロッパ
中世以前のヨーロッパでは、フェーデやアハトのような私刑原理があり、合法であった。しかし1400年代になり公権力による刑罰権の回収が行われると私刑は違法になった。ドイツでは1495年、マクシミリアン1世による「ラント平和令」の制定によって一切の私刑が禁止された。

### アメリカ合衆国

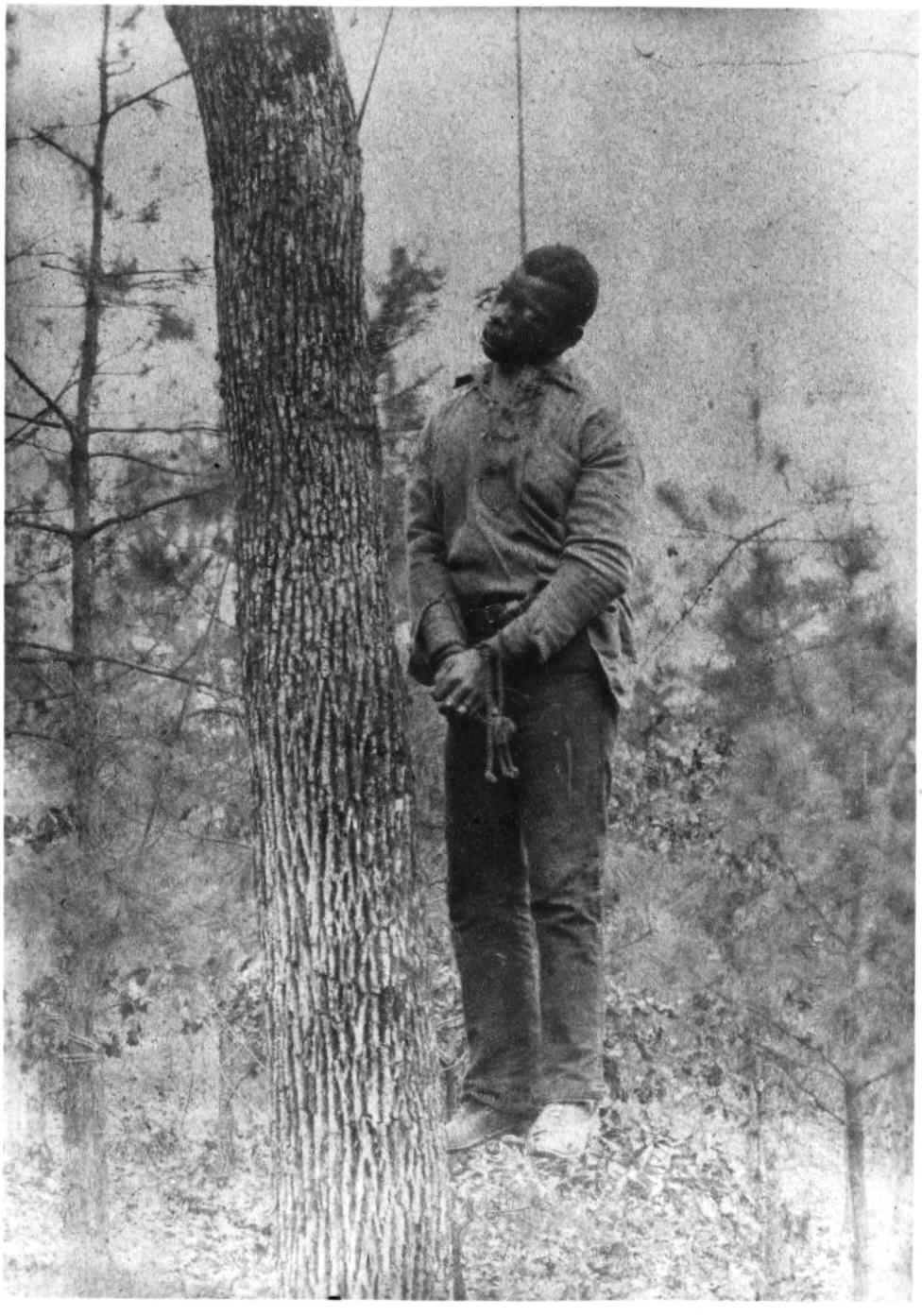
アメリカ合衆国南部にてリンチの犠牲となったアメリカ黒人（1889年）

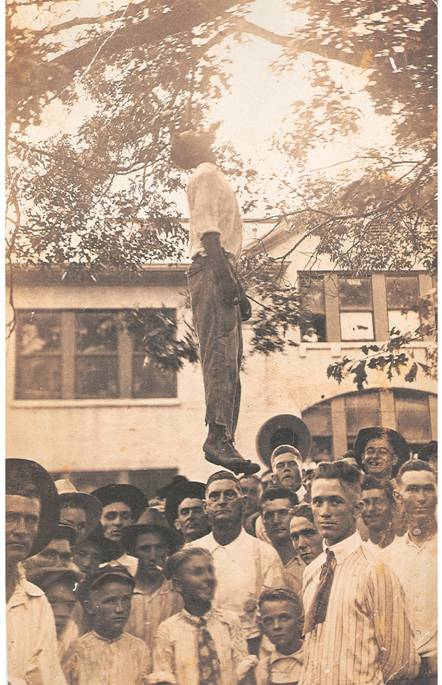
アメリカ合衆国テキサス州にてリンチの犠牲となったアフリカ系アメリカ人（1920年）。

アメリカ合衆国の西部開拓時代、フロンティアの地などでの犯罪者に対し、法の裁きを経ず民衆による私的制裁が加えられており、この行為を、アメリカ独立戦争時、暴力的行為を働くことで知られたチャールズ・リンチ大佐、ウィリアム・リンチ治安判事に因み、「リンチ」と呼称するようになった。チャールズ・リンチが治安判事の権限をこえてロイヤリスト（王党派）を処罰したことがリンチ lynching の語源という。
南北戦争以前において、私刑は治安や秩序維持のために行われるものとされ、素行の悪い奴隷や共同体の規範を逸脱するものに対し、民衆の自警団によって行われるものであった。その後、白人至上主義のKKKが結成され、アフリカ系アメリカ人を対象に私刑を率先して行う役割を持ち、リンチの持つ意味が秩序統制から異人種憎悪の表現へと変化していった。
- レオ・フランク事件(1884)
- 1891年3月14日のリンチ事件
- ジェシー・ワシントンリンチ事件 - 1916年5月にアメリカ合衆国テキサス州で発生したリンチ事件。

### ハワイ
1889年、ハワイ島ホノカアの官約移民（政府斡旋移民）だった後藤濶が白人商店主らによってリンチ殺害され、電柱に死体を吊るされた。後藤は官約移民として初めて商店を開き、得意な英語で日本人移民の相談役となるなど、有力者だった。

### イギリス
1860年のイーストボーンの悲劇では教師が生徒を体罰で殺害した。教師は裁判で無罪を主張したが、有罪となった。
第一次世界大戦終結後の1919年のリヴァプールで、白人と黒人の船員の間で一連の人種暴動が発生した。 パブで黒人船員がタバコを与えることを拒否したために白人船員2人に刺されると、翌日黒人船員の友人らが報復した。その際に警官が負傷したため、警察が黒人地区の下宿を襲撃し、双方に死傷者が出た。 白人暴徒が、黒人船員チャールズ・ウートンをマージー川で溺死させた。
1988年、ベルファストで、2人の私服イギリス兵がIRA暫定派の葬列の方向へ車を走らせていたところ、特殊空挺部隊員と間違われ、群衆に殺害された。

### ロシア・ソ連
ロシア革命で、社会の混乱が極度に進むなか、強盗など犯罪が多発し、同時に、帝政時代の司法制度が崩壊したことで、私刑（サモスード）が横行した。泥棒がその場で群衆に殴り殺されたり、また、「人民裁判が最も公正で、最も迅速」であるとして、その場で満場一致で死刑判決を下し、殺害する事件も多発した。また、ボリシェヴィキによる赤色テロルでも非常事態と称して、厳格な法的手続きのない方法で制裁や殺害が多数行われた。

### トルコ
2016年トルコクーデター未遂事件の余波で、トルコ軍兵士に対するリンチが発生した。

### メキシコ
革命後のメキシコでは、リンチは超法規的暴力の手段として頻繁に起こっている。 宗教的な動機が関係していることもある。
1968年、プエブラ州のサン・ミゲル・カノア村で、プエブラ自治大学の職員5人が共産主義者だとみなされて、村民からリンチを受けた。 リンチは司祭の扇動によるもので、職員2名と滞在先の家主が殺され、職員3名は指を切断されるなどの重傷を負った。 扇動者は起訴されず、逮捕された数名は証拠不十分で釈放された[54]。
2004年11月23日、トラワク・リンチ事件では、麻薬関連犯罪を捜査していた私服捜査官3人が、小学校の外で写真を撮っているのを見て、住民が、子供を誘拐する犯罪者だと誤認し、怒った300人の群衆によってリンチを受け、生きたまま焼かれた。
メキシコ革命後の形成期、1930年から1960年の数十年間におけるリンチの歴史は、リンチが国家の不在や政策の失敗というよりはむしろ、コミュニティの住民によって拒否されたり、模倣される虐待的で強要的な慣行を通じて、地方レベルでの国家権力がいかに作動するのかを示しているし、長期的な政治的文化的推進力にも影響を及ぼすものである。
ジェマ・クロッペ・サンタマリアは、リンチは宗教的信念、魔術による告発、政治的対立によって引き起こされる。また、リンチは、違反者や犯罪容疑者に対する迅速かつ超法規的で、致命的な刑罰を求める国民によって支持されてもいる。メキシコやラテンアメリカ諸国の国民は、脆いつかの間の安全感と正義感のために、問題を自分たちの手で解決しようとして、暴力に参加する。彼らは法に違反し、「他者」とみなされた人々を排除し、傷つけ、最終的に、平和で包摂的な社会を構築する可能性を損なっていると述べている。

### ブラジル
サンパウロ大学の社会学者ホセ・デ・ソウザ・マルティンスによれば、ブラジルでは、過去60年間で、150万人ものブラジル人がリンチに参加している。ブラジルでは現在、暴徒が1日に1人以上の犯罪容疑者を殺害、あるいは殺害しようとしている。

### ボリビア

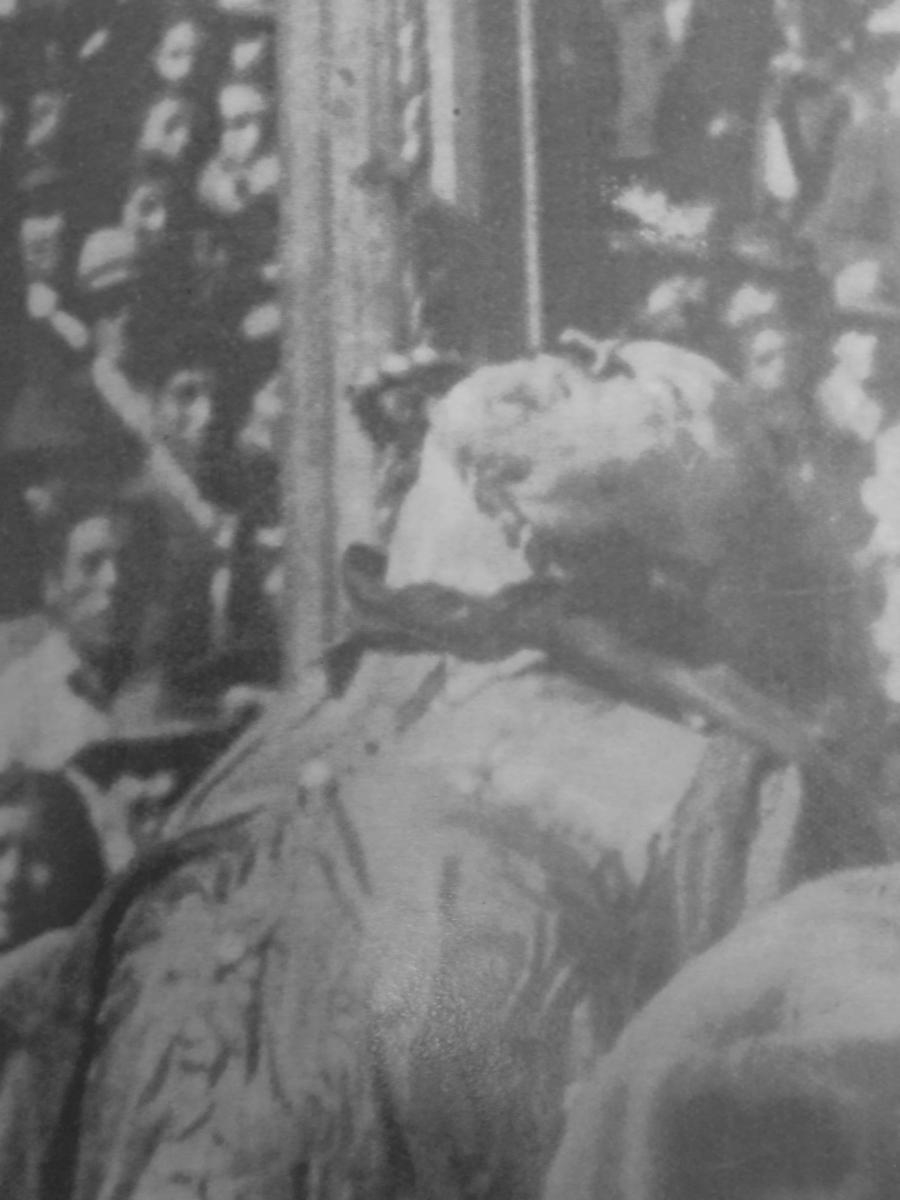
リンチ殺害されたグアルベルト・ビジャロエル大統領

1946年7月21日、ボリビアの首都ラパスで、ストライキを起こした学生、教師、鉱山労働者の暴徒が、グアルベルト・ビジャロエル大統領や、政府高官をリンチし、殺害したうえで、遺体は街灯に吊るされた。

### ドミニカ
ドミニカ共和国では、窃盗から殺人までさまざまな犯罪を犯した容疑者に対するリンチを含む超法規的処罰は一定の支持を得ており、 2014年のラティノバロメトロの調査によると、ドミニカ共和国はラテンアメリカで私刑を受け入れる率が最も高かった。 こうした傾向は北部で顕著である。

### ハイチ
2010年のハイチ地震後、救援物資の配布が遅れ、多数の被災者が発生したことにより、略奪行為や略奪容疑者に対する暴徒による正義を特徴とする社会不安に対する懸念が生じた。 2010年のコレラ流行では、ブードゥー教の司祭ら45人が、病気の蔓延の責任を責められて、暴徒によってリンチを受けた。

### アフリカ
南アフリカでは、犯罪者や政敵へ鞭打ちや、ガソリンを入れ得たタイヤを首などに掛けて焼き殺すタイヤネックレスなどによる私刑が、アパルトヘイト時代の1980年代に発展した。 反アパルトヘイト運動の支持者は、「人民法廷」を結成し、政府のアパルトヘイト政策の協力者と見なされた同胞の黒人に対して、私刑や殺害を行った。 ネルソン・マンデラの妻でアフリカ民族会議の幹部だったウィニー・マンデラがタイヤネックレスを支持したとき、物議をかもした。最近では、麻薬売人他のギャングメンバーが自警団パガドによってリンチを受けている。
ナイジェリアやカメルーンでは、リンチを含む私刑は「ジャングルの正義」「暴徒の正義」と呼ばれ、広く普及している 。何時間も泥の中で転がされる「泥の治療」やタイヤネックレスなど私刑方法は様々ある。
若者の自警団バカシ・ボーイズや2012年のリバーズ州オビオ/アクポル地区アルーにおいて、債務者に借金を返すよう要求した学生4人に対して、債務者が泥棒だと騒ぎ、住民がタイヤネックレスなどを用いたリンチで殺害した事件が挙げられる。
ケニアでは頻繁にリンチが発生しており、有罪だと見做された人物を暴徒が処刑し、2年間で2900人以上のリンチ事件の報告があり、1980年から 2021年までに一万人以上のリンチ犠牲者がいるともされる。

### パレスチナ
パレスチナでは、イスラエルと協力した疑いのあるパレスチナ人が群衆によってリンチされ殺害される事件が起こっている。
パレスチナ自治政府が設立される前の第1次インティファーダの期間（1987-1993)中、イスラエルへの協力者とみなされる数百人が、時にはパレスチナ解放機構の暗黙の了解のもとでリンチ、拷問、殺害された。 2000年10月12日、ラマッラーのリンチ事件では、誤ってパレスチナに入国した2人のイスラエル国防軍予備役が、殺害され、遺体は踏みつけられ、火をつけられた 。群衆は切断された2人の遺体をアルマナラ広場まで引きずり、勝利祝賀会を始めた。

### イスラエル
2015年10月18日、ベエルシェバでエリトリア人の亡命希望者がイスラエル治安部隊の誤認でリンチされ、射殺された。
2012年8月、パレスチナ人の青少年数人に対するリンチ未遂の容疑で7人のイスラエル人の青少年がエルサレムで逮捕された。

### インド
2014年以来、ヒンズー教で神聖視されている牛を守るという名目で、ヒンズー教主義者が非ヒンズー教徒に対して暴力を加えるという「牛を守る自警団によるリンチ事件(Cow vigilante violence）」が多発している。ヒンズー教の暴徒によるインドのイスラム教徒とダリット (不可触民)へのリンチが行われている。 2015年のウッタル・プラデーシュ州ダドリ近郊ビサーダ村で牛を屠殺したとの廉で男性が殺害された集団リンチ事件、2016年のジャールカンドでの集団リンチ事件があり、ラージャスターン州アルワルでは、2017年、2018年に3度目となる集団リンチ殺害事件が発生した。2018年には、インドの航空閣外大臣が、2017年にラムガルで貿易業者をリンチして有罪判決を受けた牛の自警団8人に花輪を贈り、栄誉を与えた。2019年7月には、ビハール州サラーン県チャプラで牛窃盗で男性3名が暴徒に撲殺され、リンチを受けた。
「牛を守る自警団」によるリンチ以外の事件としては、2006年、マハーラーシュトラ州バンダラ地区のカイランジ村で、ダリットの家族4人がクンビ・カーストによってリンチされ虐殺された。
2015年のナガランド州ディマプルでのリンチでは、8000人の暴徒が刑務所に侵入し、裁判を待っていた強姦容疑者をリンチし、撲殺した。
2017年5月にジャールカンド州で7人がリンチを受けて以来、児童誘拐と臓器収奪に関するフェイクニュースがWhatsAppを通じて拡散し、暴力殺害事件(Indian WhatsApp lynchings)が相次いだ
ジャールカンド州では、2019年6月にでイスラム教徒が、「Jai Shri Ram（ジャイ シュリ ラム、ラーマに栄光あれ)」というヒンズー教の挨拶を唱えるよう強制されたうえで撲殺された。7月には、同州グムラ県のナガール・シカリ村民12人が長老会議 (パンチャーヤト)での決議を通じて、黒魔術を行っているという理由で4人をリンチし、殺害した。
インドでのリンチは、民族コミュニティ間の緊張を反映しているとされるが、カースト制度だけでなく、人種的・民族的文化における対立も強いとされる。

### アフガニスタン
2015年3月19日、アフガニスタンのカーブルで、イスラム教のコーランを燃やしたとして地元のムラーから告発された女性が群衆にレンガで頭を殴られるなど撲殺され、焼かれた。 女性は「私はイスラム教徒です。コーランを燃やすことはしない。」と述べたが、群衆は聞き入れなかった。警察と聖職者らは、群衆には信仰を守る権利があると述べ、リンチを擁護した。捜査官によれば、女性がコーランを燃やした証拠はみつからなかった。アシュラフ・ガニー大統領政府は、「いかなる個人も自らを裁判官にし、暴力を用いて他人を罰することは許されない」と述べるとともに、コーランとイスラムの価値観への軽視を引き起こすいかなる行為も強く非難すると付け加えた。

## 日本
日本では、中世でも私刑的なものはあったが、公刑に対して私刑が確立するのは近世からである。江戸時代の幕府は公刑主義だったが、村方では博奕者などへの過料、または村八分や、放蕩者を座敷牢に入れるような私刑が広く行われたほか、敵討や切捨御免も公権力に認められていた。明治以後、国家が刑罰権を独占し、私刑は犯罪として禁止された。しかし、以下のように、近代以降、現代にいたるまで、リンチ事件、リンチ殺人事件は多数発生している。
明治時代の沖縄県では、サンシー事件や具志頭制縛致死事件が起きた。
関東大震災では、朝鮮人虐殺事件や中国人虐殺事件が起きた。
- 直江津駅リンチ殺人事件（1945年、朝鮮人による）
- 「暁に祈る」事件(シベリア抑留の強制収容所で起きた)
- 糸満町集団殺人事件(1967年)

その他、1970年代に起きた上尾事件や首都圏国電暴動も、国鉄の一般利用者たちによる、当時の国鉄労働組合・国鉄動力車労働組合が行った順法闘争に対する暴力的な集団私的制裁という面もあり、広義の意味で私刑といえなくもない。

### 病院など
1879年（明治12年）、相馬藩主相馬誠胤が精神病者として自宅座敷牢に監禁された相馬事件が起こる。
1966年から1986年までに50件以上の患者への暴行や殺害などの精神科病院事件が発生した。1983年には宇都宮病院事件が起きた。1997年には大阪府柏原市の大和川病院で、暴行などによる患者の不審死28件が発覚した大和川病院事件が起きた。同病院は医療法人認可取消処分となり、倒産した。
2012年、千葉市の石郷岡病院で、患者が暴行を受け、のちに死亡した石郷岡病院事件が発生した。

### 監禁リンチ殺人
- 尼崎事件(1987-2011)
- 北九州監禁殺人事件(1996-2002)

### 少年犯罪
少年犯罪によるリンチ事件も多数発生している。
- 横浜浮浪者襲撃殺人事件(1983年) - インドでも1985年にホームレスなどが殺害されるストーンマン事件が起きている。2002年に東村山市ホームレス暴行死事件、2020年に渋谷ホームレス殺人事件、岐阜市ホームレス襲撃殺人事件がある。
- 名古屋アベック殺人事件(1988)
- 女子高生コンクリート詰め殺人事件(1988)
- 大阪・愛知・岐阜連続リンチ殺人事件(1994)
- 栃木リンチ殺人事件(1999)
- 東京・山梨連続リンチ殺人事件(2003)
- 東大阪集団暴行殺人事件(2006)

### 政治集団
スパイ容疑での査問（粛清)や、内ゲバなどで私刑事件が発生した。
日本共産党については、1933年に日本共産党スパイ査問事件でリンチ事件が発生した。1951年2月14日には日本共産党「国際派」の牙城だった東京大学細胞において、スパイとみなされた戸塚秀夫、不破哲三、高沢寅男がリンチ査問を受けた東大スパイ・リンチ査問事件が発生した。1952年には、所感派の学生が、立命館大学の学生を共産党国際派の反戦学生同盟員であるがゆえに「帝国主義者のスパイ」としてリンチし、5年後に被害者が自殺した立命館事件や、日本共産党独立遊撃隊による横川元代議士襲撃事件が起きた。
1970年代には、日本の新左翼組織同士での対立により、リンチ殺人を含む内ゲバ暴力事件が多発した。
- 中核派による革マル派への暴行殺人事件として、東京教育大学生リンチ殺人事件(1970)、琉球大学内ゲバ誤認殺人事件(1974)、川崎市女子職員内ゲバ殺人事件(1975)がある。
- 革マル派による中核派への暴行殺人事件として、関西大学構内内ゲバ殺人事件(1971)、川口大三郎事件(1972)、中核派書記長内ゲバ殺人事件(1975)がある。
- 革マル派と日本社会主義青年同盟解放派との対立においては、浦和車両放火内ゲバ殺人事件への報復として革労協書記長内ゲバ殺人事件(1977)がある。
- 山岳ベース事件（連合赤軍リンチ殺害事件、1971-72）
- 革労協内部のリンチ殺人として革労協元幹部内ゲバ殺人事件(1989年)

また、部落解放同盟員が日本共産党や日本民主青年同盟員らを暴行する事件が1974年9月から10月にかけて兵庫県朝来郡で連続した（元津事件など）。同年11月、同県養父市で八鹿高校事件で教職員約60名を部落解放同盟員が監禁、暴行した。
新右翼による内ゲバ殺人事件としてスパイ粛清事件(1982)がある。

### 学校・教育
学校においても、体罰やいじめ、校内暴力、体罰などで私的制裁が行われ、殺害までに発展した事件が多数ある。
- 東京農業大学ワンダーフォーゲル部死のシゴキ事件（1965年）
- 戸塚ヨットスクール事件（1979年 - 1982年）
- 牧ノ原学園事件（1987年）
- 大津市身体障害者リンチ致死事件（2001年）
- 神戸大学院生リンチ殺人事件（2002年）
- 明治大学應援團#関連事項（2007年）
- 時津風部屋力士暴行死事件（2007年）
- 大津いじめ自殺事件（2011年）

### 宗教
- オウム真理教男性信者殺害事件（1989年）
- 薬剤師リンチ殺人事件 - オウム真理教男性現役信者リンチ殺人事件（1994年）
- 福島悪魔払い殺人事件（1995年）

テレビ・報道
- 豊田商事会長刺殺事件（1985年）[102]
- アフタヌーンショーやらせリンチ事件(1985年)
- 坂出3人殺害事件（2007年）での報道

## インターネット・メディア

### インターネット
インターネット上では、悪事を犯したと目される人物を正義感をもって衝動的に私刑しようとする行為（ネット自警団）が見られる。特定の個人を名指しして個人情報（当該人の電話番号や住所・実名・本人の写真・家族構成、家族や兄弟の勤務先や通学先など）を晒し出したり、名指しで批判や暴言を投稿している場合がある。対象はいじめの相手・掲示板やSNSで炎上した一般人・犯罪を犯した被疑者・被告人・暴言や失言及び不祥事を起こした芸能人を含む著名人など多岐にわたる。
ジャーナリスト安田浩一は、川崎市中1男子生徒殺害事件での犯人探しや、スマイリーキクチ中傷被害事件などを「ネット私刑」としている。

### メディア・リンチ
ジャーナリスト浅野健一はマスメディアによる私刑的な行動を、メディア・リンチと呼んでいる。